# Igor Grabucea
Igor Grabucea (29 aprile 1976) è un sollevatore moldavo medagliato europeo, che gareggiò nella categoria dei pesi gallo.

## Carriera
Ai campionati europei vinse quattro medaglie (una d'argento e tre di bronzo) tra il 2002 e il 2009. Partecipò ai Giochi olimpici di Pechino del 2008, giungendo al quindicesimo posto.